# Holothuria hawaiiensis
Holothuria hawaiiensis is een zeekomkommer uit de familie Holothuriidae.
De wetenschappelijke naam van de soort werd in 1907 gepubliceerd door Walter Kenrick Fisher.